# アケティ空港
アケティ空港（ICAO：FZKN）とは、コンゴ民主共和国の都市アケティにある空港で１本の滑走路(950m）を有する。